# 柯夢波丹 (雞尾酒)
柯夢波丹（英語：cosmopolitan）又稱大都會雞尾酒或四海一家，是一種以伏特加、君度白橙皮酒、蔓越莓汁，加入新鮮現擠萊姆汁或甜檸檬汁調成的雞尾酒。

## 歷史
柯夢波丹以檸檬味伏特加作為基酒，是蔓越莓調酒系列中的雞尾酒之一。它在某種程度上和神風特攻隊雞尾酒很類似。
柯夢波丹的起源尚存在爭議。它很可能是1970年代起，由數名調酒師分別獨立發展出來的。一般公認，約翰·凱恩在1987年將柯夢波丹從明尼蘇達州引進舊金山。同年，托比·凱奇尼在曼哈頓改良雪兒·庫克的調酒，發明了國際公認版本的柯夢波丹雞尾酒。